# James Webb (historiador)
James Charles Napier Webb (13 de enero de 1946–9 de mayo de 1980) fue un historiador y biógrafo escocés. Nació en Edimburgo y fue educado en Harrow y en el Trinity College, Cambridge. Se le recuerda principalmente por sus libros The Harmonious Circle, The Occult Underground (título original Flight from Reason) y The Occult Establishment. Ha sido caracterizado como «un pionero importante en el estudio académico del esoterismo occidental».

## Vida y carrera
En 1980 se publicó su importante biografía de G. I. Gurdjieff, titulada The Harmonious Circle. Pasó ocho años investigando el libro y estableciendo contactos con la comunidad de Gurdjieff en todo el mundo. The New York Review of Books describió su investigación y conocimiento del tema como «extremadamente completos», y Mistlberger calificó el libro de «académico y ocasionalmente chismoso», considerando a Webb «incuestionablemente un investigador sincero» que se involucró «profundamente en la materia de su objeto de estudio» aunque permaneciendo «fundamentalmente un extraño, un periodista de investigación». Tamdgidi escribió que, entre todos los biógrafos de Gurdjieff, «solo Webb afirmaba haber sido independiente y ajeno al círculo de los seguidores de Gurdjieff», y en 2004, en Inventors of Gurdjieff, Paul Beekman Taylor describió The Harmonious Circle como «el primer relato biográfico sistemático de un escritor que no conoció personalmente a Gurdjieff». Webb estableció que los escritos de Gurdjieff revelaban pruebas sustanciales de familiaridad con las lenguas y culturas de Asia Central, pero consideraba a Gurdjieff más bien un innovador autodidacta que un miembro de un grupo esotérico asiático y, aunque veía algunas de sus formas derivadas de Asia, estimaba que el contenido de sus enseñanzas procedía de tradiciones ocultistas occidentales.
Las teorías de Webb sobre la identidad de Gurdjieff como agente extranjero ruso en Asia Central, y sus teorías sobre dónde viajó realmente antes de 1917, se consideran puntos controvertidos Plantilla:¿quién? en The Harmonious Circle.
La obra de Webb cuestiona las teorías del secularismo, las teorías del declive de la religión organizada y la espiritualidad. [cita requerida] Webb sostuvo que los siglos XIX y XX también estuvieron marcados por una revuelta contra la Ilustración, y que el auge del «irracionalismo» fue mucho más acusado que el del racionalismo, especialmente antes, durante y después de la Primera Guerra Mundial y la Segunda Guerra Mundial. Webb rastreó la influencia de grupos y escritores ocultistas y místicos en la literatura, la filosofía y la política.
En vida, Webb fue en general ignorado, pero con el creciente auge de la espiritualidad de la Nueva era en años posteriores, su obra parece cada vez más premonitoria. Tras crecientes dificultades de salud mental, Webb se suicidó en 1980.
Sus obras principales The Occult Underground y The Occult Establishment fueron traducidas al alemán y publicadas en 2009 y 2008, respectivamente.
El Trinity College estableció en su memoria el «James Webb Prize for the History of Ideas».

## Influencia
La obra de Webb ha sido reconocida como precursora del estudio académico del esoterismo, que más tarde sería inaugurado como un campo formalizado por los historiadores Antoine Faivre y Wouter Hanegraaff en la década de 1990.
El historiador Nicholas Goodrick-Clarke sostuvo que «al centrarse en la significación funcional del ocultismo en el irracionalismo político, Webb rescató el estudio del ocultismo nazi para la historia de las ideas».
La noción de Webb de «conocimiento rechazado» influyó en la obra de Hanegraaff.

## Obras seleccionadas
- Flight from Reason (1971), MacDonald & Co., Londres. ISBN 0-356-03634-0. 2.ª ed.: The Occult Underground (1974), Open Court Publishing. ISBN 0-8126-9073-7.
- The Occult Establishment: The Dawn of the New Age and The Occult Establishment (1976), Open Court Publishing. ISBN 0-87548-434-4.
- The Harmonious Circle: The Lives and Work of G. I. Gurdjieff, P. D. Ouspensky, and Their Followers (1980), Putnam Publishing. ISBN 0-399-11465-3.
- Das Zeitalter des Irrationalen: Politik, Kultur und Okkultismus im 20. Jahrhundert (2008), Marix Verlag. ISBN 978-3865391520. Traducción al alemán de The Occult Establishment.

## Lectura adicional
- John Robert Colombo, Colin Wilson, Joyce Collin-Smith: The Occult Webb: An Appreciation of the life and Work of James Webb (1999), Colombo & Company. ISBN 1-896308-56-2